# Московский, Алексей Михайлович
Алексе́й Миха́йлович Моско́вский (род. 10 марта 1947, Смоленск) — российский военный деятель, генерал армии (12 июня 2004), действительный член Российской академии естественных наук (1995), член-корреспондент Российской академии ракетных и артиллерийских наук (2004), доктор технических наук (2007).

## Биография
В Вооружённых Силах СССР с 1965 года.
Окончил Киевское высшее инженерное радиотехническое училище ПВО (1970), Военную инженерную радиотехническую академию противовоздушной обороны имени Маршала Советского Союза Л. А. Говорова (1984), Новосибирский государственный университет (1976), Высшие оборонные курсы при Военной академии Генерального штаба (1991).
Работал в области создания, испытаний, развития, производства и эксплуатации вооружения и военной техники.
После окончания училища в 1970 году служил инженером-испытателем на 10-м Государственном испытательном полигоне противоракетной обороны «Сары-Шаган», испытывал зенитные ракетные системы. С 1976 года — последовательно: инженер, старший инженер, заместитель начальника отдела, начальник отдела, заместитель начальника 4-го управления (зенитная техника) в 4-м Главном управлении Министерства обороны СССР. С 1985 по 1991 годы — заведующий сектором и заместитель заведующего отделом в Государственной комиссии Совета Министров СССР по военно-промышленным вопросам (ВПК).
С 1991 года — первый заместитель и с 1992 — начальник 4-го Главного управления (ГУ вооружений) Войск ПВО страны. В 1994 году назначен первым заместителем начальника вооружения Вооружённых Сил Российской Федерации. С 1997 года — заместитель Государственного военного инспектора — Секретаря Совета обороны России. С мая 1998 года — заместитель Секретаря Совета безопасности России. Курировал вопросы обеспечения безопасности в экономической, промышленной, в том числе — оборонно-промышленной, военно-технической и научной сферах, в сфере оборонных и двойных технологий, разработки и реализации основных положений политики Российской Федерации в этих сферах. С марта 2001 года по апрель 2007 года — начальник вооружения Вооружённых Сил России — заместитель Министра обороны Российской Федерации. Генерал-лейтенант (10.06.1994).
На протяжении ряда лет являлся членом Комиссии при Президенте Российской Федерации по вопросам военно-технического сотрудничества с иностранными государствами (1999—2001) и ряда правительственных комиссий: с 1998 по 2002 год — Межведомственной комиссии по оптимизации государственного оборонного заказа, с 1999 по 2006 год — Комиссии Правительства России по военно-промышленному комплексу, с 2003 по 2007 год — Правительственной комиссии по проведению административной реформы, с 2006 года — член Военно-промышленной комиссии при Правительстве России.
28 марта 2001 года назначен на должность заместителя Министра обороны Российской Федерации — начальника вооружений Вооруженных Сил России. Воинское звание генерал армии присвоено указом Президента России В. В. Путина от 12 июня 2004 года. С 19 апреля 2007 года — в запасе, уволен по достижении предельного возраста нахождения на военной службе. Рапорт о продлении пребывания на военной службе удовлетворён не был.
В настоящее время — директор Института проблем экономической безопасности и стратегического планирования Финансового университета при правительстве Российской Федерации.
Лауреат Государственной премии России 1995 года в области науки и техники, Государственной премии России имени Маршала Советского Союза Г. К. Жукова 2006 года в области создания вооружения и военной техники (за разработку и внедрение комплексной технологии в области создания образцов вооружения, вносящей значительный вклад в укрепление национальной безопасности и обороноспособности государства), премий Правительства России 2000 года и 2002 года за разработку и создание новой техники. Имеет благодарность Президента Российской Федерации за заслуги в области обеспечения национальной безопасности России (2004).
Женат. Имеет двух сыновей.

## ДТП на московском Малом кольце
17 июля 2005 года Алексей Московский, будучи за рулём своего автомобиля «Фольксваген Пассат», возвращаясь с дачи в Пушкинском районе Московской области на 26-м километре Московского Малого Кольца в 22:50 по московскому времени пересёк сплошную разделительную полосу, выехал на встречную полосу движения и столкнулся «лоб-в-лоб» с автомобилем ВАЗ-2108, в котором находился двадцативосьмилетний житель Тюменской области, женщина и девочка двух лет. В результате столкновения Московский, его жена, которая ехала с ним и все, находящиеся в ВАЗ-2108, получили черепно-мозговые травмы. У Алексея Михайловича были, кроме того, сотрясение мозга, перелом левого бедра и голени. У его жены — травмы головы и перелом пальцев руки. Водитель ВАЗ-2108 также получил переломом левого бедра и рваные раны по всему телу. У девочки, кроме черепно-мозговой травмы, было сотрясение мозга. Она и женщина, находившаяся в ВАЗ-2108, попали в реанимацию. По сообщению сотрудников ГАИ, первыми приехавших на место аварии, генерала и его супругу спасла защита автомобиля и полученные ими травмы не были опасными для жизни.

## Награды
- Орден Почёта (2007)
- Орден «За службу Родине в Вооружённых Силах СССР» III степени (1985)
- Медали
- Государственная премия Российской Федерации в области науки и техники (1995)[4]
- Государственная премия Российской Федерации имени Маршала Советского Союза Г.К. Жукова (2006)
- Премии Правительства Российской Федерации в области науки и техники (2000, 2002)
- Благодарность Президента Российской Федерации